# Crime of the Century
| 전문가 평가                   | 전문가 평가 |
| 평가 점수                     | 평가 점수   |
| 출처                          | 점수        |
| ----------------------------- | ----------- |
| AllMusic                      | [ 3 ]       |
| Christgau's Record Guide      | C+          |
| Encyclopedia of Popular Music | [ 5 ]       |
| The Great Rock Discography    | 8/10        |
| Record Collector              | [ 7 ]       |
| The Rolling Stone Album Guide | [ 8 ]       |
| Sputnikmusic                  | 4/5         |

《Crime of the Century》는 1974년 9월 13일, A&M 레코드를 통해 발매된 영국의 록 밴드 슈퍼트램프의 세 번째 스튜디오 음반이다. 《Crime of the Century》는 영국, 캐나다, 독일에서 슈퍼트램프의 상업적 돌파구였으며, 호주와 프랑스에서도 20위권 안에 들었다. 이전 미국 판매량보다 개선된 수준이었지만, 여전히 38위로 정점을 찍는데 그쳤고, 미국 히트곡은 〈Bloody Well Right〉였다. 〈School〉은 특히 음반 록 중심의 라디오 방송국에서 인기 있는 또 다른 트랙이었다. 이 음반은 1977년 《Even in the Quietest Moments...》가 발매된 후 결국 미국에서 골드 인증을 받았다. 캐나다에서, 그것은 결국 다이아몬드 (백만 장 판매) 인증을 받았다. 이 음반은 슈퍼트램프의 첫 번째 드러머 밥 시벤버그 (당시 밥 C. 벤버그로 유명), 브라스와 목관악기 연주자 존 헬리웰, 베이시스트 더기 톰슨, 공동 프로듀서 켄 스콧이 참여한 음반이다. 이 음반은 《롤링 스톤》의 "역사상 가장 위대한 프로그레시브 록 음반 50장"에 포함되는 등 비평가들로부터 호평을 받았다.
이 음반의 헌정에는 1969년부터 1972년까지 밴드를 재정적으로 지원했던 네덜란드의 백만장자 스탠리 오거스트 미제가스의 애칭인 〈To Sam〉이 쓰여 있다.

## 배경 및 녹음
릭 데이비스와 로저 호지슨은 새로운 멤버, 드러머 밥 C. 벤버그, 목관악기 연주자 존 헬리웰, 베이시스트 더기 톰슨을 영입했다. 그들의 음반사인 A&M 레코드, 특히 A&R의 데이브 마지슨 (향후 10년 동안 그들의 매니저가 됨)은 함께 리허설을 하고 음반을 준비하기 위해 이 새로운 라인업을 웨스트 도싯에 있는 17세기 농장으로 보냈다.
이 음반은 공동 프로듀서 켄 스콧과 함께 트라이던트 스튜디오와 램포트 스튜디오(더 후 소유)를 포함한 여러 스튜디오에서 녹음되었다. 음반을 녹음하는 동안 데이비스와 호지슨은 약 42곡의 데모곡을 녹음했는데, 이 중 8곡만이 음반에 수록되었다. 이후 음반에는 여러 곡이 수록되었다(《Crisis? What Crisis?》, 《...Famous Last Words...》).
계약상 합의로 전곡은 두 작곡가의 공동 공로를 인정받았지만, 일부 곡은 개별적으로 작사/작곡했다. 스콧은 데이비스와 호지슨은 매우 다른 성격이었다고 말했다. 〈Asylum〉, 〈Rudy〉, 〈Bloody Well Right〉는 데이비스가 썼고, 〈Dreamer〉, 〈If Everyone Was Listening〉, 〈Hide in Your Shell〉은 호지슨이 썼으며, 〈School〉과 〈Crime of the Century〉는 모두 데이비스가 썼다.

## 커버 아트
커버용 사진은 폴 웨이크필드의 첫 음반 작업이었다. A&M 레코드의 아트 디렉터 파비오 니콜리는 웨이크필드를 밴드가 녹음하고 있는 스튜디오에 초대해 가사를 읽게 했다. 음반 제목이 이미 정해져 있는 상태에서 웨이크필드는 스스로에게 "《Crime of the Century》에 적절한 문장이 무엇이 될 수 있을까"라고 묻기 시작했고, "그들이 나를 괴롭히고 내 우리에서 나를 조롱할 때"라는 〈Asylum〉의 한 구절과 결합했다. 그의 아이디어 중 하나는 창살 사이로 소리 지르는 사람이 있는 공간에 떠 있는 감옥 창문으로 밴드에게 승인을 받았고 웨이크필드가 아이디어를 개발하기 시작했을 때, 그는 죄수를 창살을 움켜잡는 손으로만 줄였다. 유예는 없을 것 같았다고 말했다. 한 친구가 광택이 나는 알루미늄 막대 세트를 만들어 스탠드에 용접했고, 그 아래 웨이크필드의 쌍둥이 형이 무대 화장으로 손을 하얗게 한 채 막대기를 잡았다. 다중 노출을 통해 웨이크필드는 투명 필름에 12장의 사진을 찍었고, 그 필름에 백라이트를 비추는 스타스케이프와 결합했다. 결과물 중 절반은 예상한 결과가 나왔다. 속옷 차림으로 드레스 정장과 모자를 들고 있는 밴드 멤버들의 모습이 담긴 뒷면 커버 사진은 오리지널 음반 커버가 게이트폴드일 때 만들어졌다.

## 곡 목록
모든 곡들은 릭 데이비스와 로저 호지슨에 의해 작사/작곡하였다.
| #  | 제목                   | 리드 보컬 | 재생 시간 |
| -- | ---------------------- | --------- | --------- |
| 1. | 〈School〉             | 호지슨    | 5:35      |
| 2. | 〈Bloody Well Right〉  | 데이비스  | 4:32      |
| 3. | 〈Hide in Your Shell〉 | 호지슨    | 6:49      |
| 4. | 〈Asylum〉             | 데이비스  | 6:45      |

| #  | 제목                          | 리드 보컬 | 재생 시간 |
| -- | ----------------------------- | --------- | --------- |
| 5. | 〈Dreamer〉                   | 호지슨    | 3:31      |
| 6. | 〈Rudy〉                      | 데이비스  | 7:17      |
| 7. | 〈If Everyone Was Listening〉 | 호지슨    | 4:04      |
| 8. | 〈Crime of the Century〉      | 데이비스  | 5:36      |

## 인증
| 국가                       | 인증       | 판매량/출하량 |
| -------------------------- | ---------- | ------------- |
| 오스트레일리아 (ARIA)      | 골드       | 20,000^       |
| 캐나다 (뮤직 캐나다)       | 다이아몬드 | 1,000,000^    |
| 프랑스 (SNEP)              | 플래티넘   | 263,100       |
| 독일 (BVMI)                | 골드       | 250,000^      |
| 뉴질랜드 (RMNZ)            | 플래티넘   | 15,000^       |
| 스위스 (IFPI 스위스)       | 골드       | 25,000^       |
| 영국 (BPI)                 | 골드       | 100,000^      |
| 미국 (RIAA)                | 골드       | 500,000^      |
| ^출하량을 기반으로 한 인증 |            |               |